# Julius Petersen
Julius Petersen   (Sorø, 16 de juny de 1839 - Copenhaguen, 5 d'agost de 1910) va ser un matemàtic danès pioner en la teoria de grafs i en l'aplicació de les matemàtiques a l'economia.
Petersen va iniciar els seus estudis secundaris el 1849 a l'acadèmia de Sorǿ, on va fer amistat amb el seu futur col·lega Hieronymus Georg Zeuthen, però, en acabar el 1854, va haver de deixar els estudis perquè la seva família no podia pagar la seva formació universitària. Després de treballar d'aprenent uns anys amb un oncle seu, que tenia una botiga de queviures, va poder tornar als estudis gràcies a que, en morir l'oncle, li va deixar una quantitat suficient de diners.
El 1860 es graduà en enginyeria civil a l'Escola Tècnica de Copenhaguen. Va donar classes a diversos instituts de Copenhaguen, mentre estudiava matemàtiques a la universitat. El 1871 es va doctorar. De 1871 a 1886 va ser professor a la Universitat Tècnica i el 1886 va ser nomenat professor de la Universitat de Copenhaguen.
Petersen és conegut en teoria de grafs, en primer lloc pel avui conegut com a graf de Petersen i, en segon lloc, per un teorema que porta el seu nom i que diu que tot graf trirregular connectat amb un mínim de dues arestes conté un 1-factor, el que resulta ser un contra-exemple d'un "teorema" de Tait sobre el problema dels quatre colors. El seu article de 1891, publicat a Acta Mathematica amb el títol de Die Theorie der regulären graphs, és considerat com l'origen remot de la teoria de grafs.